# Otar Kiteishvili
 (juin 2021).
Otar Kiteishvili (en géorgien : ოთარ კიტეიშვილი, phonétiquement Otar Kiteïchvili), né le 26 mars 1996 à Roustavi, est un footballeur international géorgien. Il évolue au poste de milieu offensif au Sturm Graz.

## Carrière

### En club

#### Dinamo Tbilissi
Otar Kiteishvili commence sa carrière professionnelle au Dinamo Tbilissi en 2014 en première division géorgienne où il est prêté pour la première partie de la saison 2014-2015 au Rustavi Metallurgist, dans le même championnat. Il joue 17 matchs avec le club pour un but et trois passes décisives, avant de retourner au Dinamo Tbilissi à la trêve hivernale. 
À son retour dans la capitale géorgienne, il accroche rapidement une place de titulaire. Lors de cette même saison le club gagne la coupe de Géorgie avec Otar Kiteishvili en tant que titulaire lors de la finale.
Il marque son premier but professionnel le 3 octobre 2015 contre le Dinamo Batoumi, le seul but du match où son équipe s'est imposée.
Il est élu meilleur jeune géorgien de la saison pour l'année 2015 et 2016.
Au fil des saisons il devient capitaine du Dinamo Tbilissi et participe également aux tours préliminaires de la Ligue des champions et de la Ligue Europa. En 2018, il est élu meilleur joueur de la deuxième partie du championnat géorgien.

#### Sturm Graz
Le 31 juillet 2018, il signe au Sturm Graz en première division autrichienne où il signe un contrat de quatre ans,.
Fin Septembre 2021, Otar Kiteishvili subi une déchirure du ligament syndesmotique lors d'un match contre le PSV Eindhoven qui l'éloigne des terrains jusqu'en mars 2022,.
Après avoir remporté le doublé coupe-championnat en 2024, il prolonge son contrat pour deux saisons supplémentaires. Cette même saison il est élu dans l'équipe type du championnat.

### En équipe nationale
Avec les moins de 19 ans, il inscrit en octobre 2014 un doublé contre la Roumanie, lors des éliminatoires du championnat d'Europe des moins de 19 ans 2015.
Il est à plusieurs reprises capitaine de la sélection espoirs. Il participe aux éliminatoires du championnat d'Europe espoirs 2017 et 2019.
Il reçoit sa première sélection en équipe de Géorgie le 23 janvier 2017, en amical contre l'Ouzbékistan (score : 2-2 à Dubaï).
Le 22 mai 2024, il fait partie de la liste des 26 joueurs convoqués par Willy Sagnol pour disputer l'Euro 2024.

## Palmarès
Dinamo Tbilissi
- Championnat de Géorgie (1) :
  - Champion : 2015-2016
- Coupe de Géorgie (2)  :
  - Champion : 2014-2015, 2015-2016
- Supercoupe de Géorgie (1) :
  - Champion : 2014-2015

 Sturm Graz
- Championnat d'Autriche (2) :
  - Champion : 2023-2024 et 2024-2025.
- Coupe d'Autriche de football (2) :
  - Champion : 2022-2023, 2023-2024.

## Statistiques
| Saison                | Club                        | Championnat           | Championnat | Championnat | Championnat | Coupe(s) nationale(s) | Coupe(s) nationale(s) | Coupe(s) nationale(s) | Supercoupe | Supercoupe | Supercoupe | Compétition(s) continentale(s) | Compétition(s) continentale(s) | Compétition(s) continentale(s) | Compétition(s) continentale(s) | Total | Total | Total |
| Saison                | Club                        | Division              | M.          | B.          | P.d.        | M.                    | B.                    | P.d.                  | M.         | B.         | P.d.       | Comp.                          | M.                             | B.                             | P.d.                           | M.    | B.    | P.d.  |
| 2013-2014             | Rustavi Metallurgist (prêt) | Umaglesi Liga         | 3           | 1           | 0           | -                     | -                     | -                     | -          | -          | -          | -                              | -                              | -                              | -                              | 3     | 1     | 0     |
| 2014-2015             | Rustavi Metallurgist (prêt) | Umaglesi Liga         | 14          | 0           | 3           | 2                     | 0                     | 0                     | -          | -          | -          | -                              | -                              | -                              | -                              | 16    | 0     | 3     |
| Sous-total            | Sous-total                  | Sous-total            | 17          | 1           | 3           | 2                     | 0                     | 0                     | -          | -          | -          | -                              | -                              | -                              | -                              | 19    | 1     | 3     |
| 2014-2015             | Dinamo Tbilissi             | Umaglesi Liga         | 14          | 0           | 3           | 4                     | 0                     | 2                     | -          | -          | -          | -                              | -                              | -                              | -                              | 18    | 0     | 5     |
| 2015-2016             | Dinamo Tbilissi             | Umaglesi Liga         | 27          | 4           | 11          | 6                     | 0                     | 1                     | 1          | 0          | 0          | C3                             | 2                              | 0                              | 0                              | 36    | 4     | 12    |
| 2016                  | Dinamo Tbilissi             | Umaglesi Liga         | 14          | 1           | 0           | 3                     | 4                     | 1                     | -          | -          | -          | C1+C3                          | 4+2                            | 1+0                            | 0+0                            | 23    | 6     | 1     |
| 2017                  | Dinamo Tbilissi             | Erovnuli Liga         | 25          | 1           | 3           | 3                     | 0                     | 1                     | -          | -          | -          | -                              | -                              | -                              | -                              | 28    | 1     | 4     |
| 2018                  | Dinamo Tbilissi             | Erovnuli Liga         | 18          | 11          | 10          | 1                     | 1                     | 0                     | -          | -          | -          | C3                             | 2                              | 0                              | 1                              | 21    | 12    | 11    |
| Sous-total            | Sous-total                  | Sous-total            | 98          | 17          | 27          | 17                    | 5                     | 5                     | 1          | 0          | 0          | -                              | 10                             | 1                              | 1                              | 126   | 23    | 33    |
| 2018-2019             | Sturm Graz                  | Bundesliga            | 31          | 4           | 4           | 1                     | 0                     | 0                     | -          | -          | -          | -                              | -                              | -                              | -                              | 32    | 4     | 4     |
| 2019-2020             | Sturm Graz                  | Bundesliga            | 31          | 6           | 5           | 4                     | 1                     | 2                     | -          | -          | -          | C3                             | 2                              | 0                              | 0                              | 37    | 7     | 7     |
| 2020-2021             | Sturm Graz                  | Bundesliga            | 26          | 7           | 5           | 1                     | 0                     | 1                     | -          | -          | -          | -                              | -                              | -                              | -                              | 27    | 7     | 6     |
| 2021-2022             | Sturm Graz                  | Bundesliga            | 14          | 1           | 4           | 2                     | 1                     | 0                     | -          | -          | -          | C3                             | 4                              | 2                              | 1                              | 20    | 4     | 5     |
| 2022-2023             | Sturm Graz                  | Bundesliga            | 20          | 6           | 2           | 4                     | 0                     | 0                     | -          | -          | -          | C3                             | 5                              | 1                              | 0                              | 29    | 7     | 2     |
| 2023-2024             | Sturm Graz                  | Bundesliga            | 25          | 9           | 6           | 4                     | 1                     | 1                     | -          | -          | -          | C1+C3+C4                       | 2+5+4                          | 0+0+1                          | 0+2+0                          | 40    | 11    | 9     |
| 2024-2025             | Sturm Graz                  | Bundesliga            | 32          | 12          | 5           | 3                     | 0                     | 0                     | -          | -          | -          | C1                             | 7                              | 1                              | 0                              | 42    | 13    | 5     |
| Sous-total            | Sous-total                  | Sous-total            | 179         | 45          | 31          | 19                    | 3                     | 4                     | -          | -          | -          | -                              | 29                             | 5                              | 3                              | 227   | 53    | 38    |
| Total sur la carrière | Total sur la carrière       | Total sur la carrière | 277         | 62          | 58          | 36                    | 8                     | 9                     | 1          | 0          | 0          | -                              | 39                             | 6                              | 4                              | 353   | 76    | 71    |